# Pierre Mauroy
Pierre Mauroy (Cartignies, 5 luglio 1928 – Clamart, 7 giugno 2013) è stato un politico francese, già sindaco di Lilla dal 1973 al 2001, fu in seguito deputato e poi senatore.
Primo ministro della Francia sotto François Mitterrand dal 1981 al 1984, a capo di tre governi consecutivi, è il primo socialista a ricoprire tale incarico nella Quinta Repubblica. Non riuscendo a limitare il finanziamento delle scuole private attraverso la legge Savary, si dimise da capo del governo nel 1984. 
Gli è intitolato lo Stadio Pierre Mauroy.

## Biografia
Nato nel 1928 da padre insegnante e madre cattolica praticante, Pierre Mauroy è il maggiore di una famiglia di sette figli. Nel 1948, allora studente di storia, conobbe Gilberte Deboudt (nata il 25 gennaio 1927 a Cambrai). I due si sono sposati il 12 maggio 1951 e hanno avuto un figlio, Fabien.
Gilberte Mauroy è morta il 16 febbraio 2022 a Lille, all'età di 95 anni.

## Carriera politica

### Capo della gioventù socialista
Studente di liceo, a 16 anni entra a far parte della Gioventù socialista aderente alla SFIO e ne diventa segretario nazionale. Frequenta l'École normale nationale d'apprentissage (ENNA) e nel 1955, dopo aver insegnato per un breve tempo in un istituto tecnico, è eletto segretario del sindacato degli insegnanti di scuola tecnica. Da allora e fino al 1959 eserciterà a tempo pieno l'attività sindacale.

### Dalla SFIO al Parti Socialiste
Nel 1966 è vice segretario generale della SFIO, divenuto dal 1969 Partito Socialista (PS). Essendo a capo dell'importante federazione socialista della regione Nord-Pas-de-Calais, è praticamente l'uomo forte del partito.

### Mandati locali e nazionali
Sindaco di Lilla dal 1973 al 2001. Dal 2001 è sindaco onorario. Eletto deputato all'Assemblée Nationale alle elezioni legislative del 1973, 1978, 1981, 1986, 1988. Presidente della Regione Nord-Pas-de-Calais dal 1974 al 1981. Presidente della Comunità urbana di Lilla dal 1989 al 2008. Nel 1992 si dimette dall'Assemblée Nationale perché eletto senatore. Rieletto senatore nel 2001, non si ripresenta alle elezioni senatoriali del 2011.

### Sostenitore di Mitterrand
Pur non essendo mai stato un uomo di François Mitterrand, ne favorisce la scalata al Partito Socialista e nel 1974 approva l'Unione della Sinistra, alleanza tra il PS, il Partito Comunista e i radicali di sinistra.

### Primo ministro
Il 10 maggio 1981 François Mitterrand è eletto presidente della Repubblica. Il 20 maggio il nuovo presidente si insedia all'Eliseo, e nomina Pierre Mauroy Primo ministro. Sarà a capo di tre successivi governi: il primo dal 22 maggio 1981 al 23 giugno 1981, il secondo dal 23 giugno 1981 al 22 marzo 1983 ed il terzo dal 22 marzo 1983 al 17 luglio 1984.
Durante il suo mandato, la Francia ha abolito la pena di morte, ha rimosso il controllo statale sui media e le restrizioni sulle stazioni radio locali. Ha ridotto la settimana lavorativa a 39 ore, ha introdotto un'ulteriore quinta settimana di ferie retribuite e ha rimborsato le donne che abortivano. Nazionalizzò numerosi stabilimenti industriali. La crescente impopolarità del suo governo portò Laurent Fabius a sostituirlo come Primo ministro.

### Segretario del Partito Socialista
È eletto segretario del Partito Socialista nel 1988. Si dimette nel 1992, per assumere la presidenza dell'Internazionale Socialista, che mantiene fino al 1999.

### Membro del comitato per la riforma delle autonomie locali
L'8 ottobre 2008 è nominato membro del comitato presieduto da Édouard Balladur a cui il presidente della Repubblica Nicolas Sarkozy aveva affidato il compito di ridisegnare il sistema delle autonomie locali in Francia. Le proposte del comitato Balladur confluiranno in alcuni provvedimenti legislativi, da cui tuttavia Mauroy prenderà in gran parte le distanze.

### Malattia e morte
Colpito da un tumore ai polmoni, è operato il 14 aprile 2013. Il 1º giugno è nuovamente ricoverato presso l'ospedale Percy di Clamart dove muore il successivo 7 giugno all'età di 84 anni.
Il 21 giugno dello stesso anno lo stadio di Villeneuve-d'Ascq fu a lui intitolato.